# Loggia del Bigallo

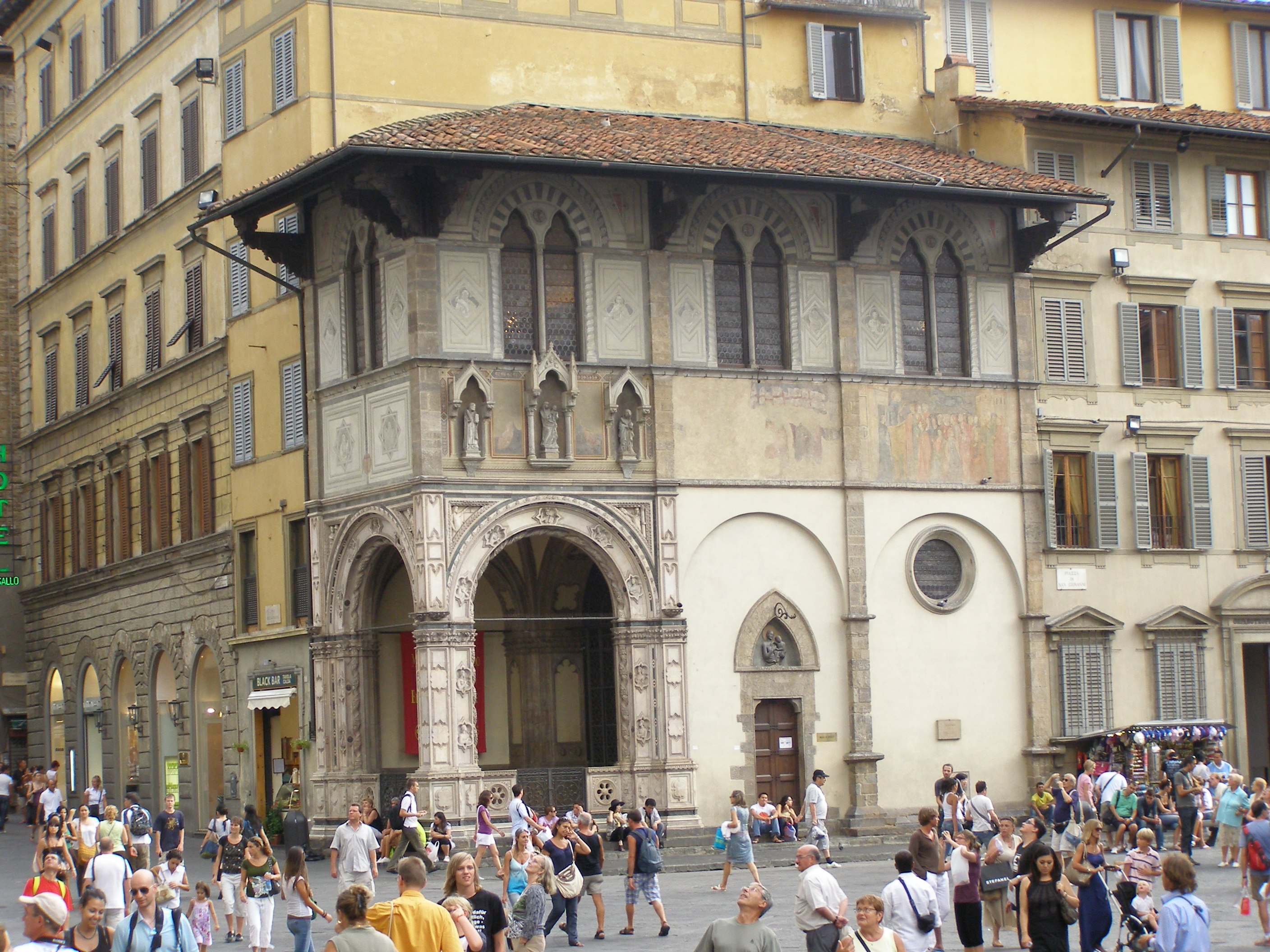
Loggia del Bigallo

Die Loggia del Bigallo ist ein historisches Gebäude in Florenz, das im gotisch-florentinischen Stil erbaut wurde. Sie befindet sich gegenüber dem Südportal des Baptisteriums San Giovanni und beherbergt heute das Museo del Bigallo, eine institutionelle Kunstsammlung.
Die Loggia del Bigallo wurde in den 1350er Jahren erbaut und diente ursprünglich als Waisenhaus. Sie war Teil der karitativen Arbeit der Compagnia della Misericordia, einer religiösen Bruderschaft, die sich der Unterstützung Bedürftiger widmete. Im Jahr 1425 fusionierte die Misericordia mit der Compagnia del Bigallo, die ab 1525 alleinige Eigentümerin der Loggia wurde. Die Arkaden der Loggia und die Fenster im Obergeschoss wurden 1698 vermauert und erst im 19. Jahrhundert wieder geöffnet.
Die kleine Loggia weist zwei Bögen auf, die reich mit Basreliefs von Propheten und Engeln geschmückt sind. Einige Reliefs und die Madonna mit Kind in der Lünette über dem Seiteneingang stammen vom Bildhauer Alberto Arnoldi, der auch die Altarfiguren für das Oratorium der Loggia schuf.
Das Museum beherbergt eine Sammlung religiöser und historischer Werke, die Einblicke in das Leben der Bruderschaft zwischen dem 14. und 16. Jahrhundert bieten. Die Sammlung umfasst Gemälde, Skulpturen und andere Kunstwerke, darunter der Kruzifix des „Meisters von Bigallo“, Werke von Bernardo Daddi und seinen Schülern sowie von Niccolò di Pietro Gerini.